# 大阪市立南津守小学校
大阪市立南津守小学校（おおさかしりつ みなみつもりしょうがっこう）は、大阪市西成区にある公立の小学校。
略称「南津（なんつ）」。

## 沿革
当時の西成郡津守村（現在の大阪市西成区北津守・津守・南津守）での児童数増加に伴い、津守村南島（現在地）に1922年5月1日、津守尋常小学校（後の大阪市立津守小学校）分教場が設置された。分教場は1924年4月、津守第二尋常小学校として独立した。
1941年には国民学校令の施行により、大阪市南津守国民学校へと改称された。大阪市では国民学校への改編の際、従来「地域＋学校設置順の番号」で命名されていた学校名については、番号名での校名を廃して地名などを取り入れた校名へ変更する方針があわせて出されたため、南津守の校名へと変更している。
太平洋戦争の戦局悪化に伴い、大阪市など大都市の国民学校児童に1944年以降、学童疎開を実施するよう指示が出された。大阪市では縁故での疎開を原則としたものの、縁故に頼れない児童については学校から集団疎開に参加させることにした。疎開先の府県は大阪市が各行政区ごとに割り当て、西成区の国民学校に対しては大阪府南部（泉州地域）および和歌山県への疎開が指定された。南津守国民学校の児童は和歌山県海草郡有功村（現在は和歌山市に編入）に疎開した。
1947年の学制改革により、大阪市立南津守小学校に改称した。また同年には新制中学校制度が発足したことに伴い、新制大阪市立西成第三中学校（現在の大阪市立成南中学校）が南津守小学校の教室を借用して開校した。中学校との同居は1948年6月まで続いた。

### 年表
- 1922年5月1日 - 西成郡津守尋常高等小学校（現在の大阪市立津守小学校）分教場として開校
- 1924年4月 - 西成郡津守第二尋常小学校として独立開校
- 1925年4月 - 大阪市への編入に伴い、大阪市津守第二尋常小学校と改称
- 1941年4月 - 大阪市南津守国民学校と改称
- 1947年4月 - 大阪市立南津守小学校と改称
- 1980年5月 - 研究学校第2指定を受け、研究発表

## 通学区域
- 大阪市西成区 南津守1丁目-7丁目

卒業生は大阪市立玉出中学校に進学する。

## 交通
- Osaka Metro四つ橋線 玉出駅 北西へ約900m
- 南海本線 岸里玉出駅 西へ約1km
- 大阪シティバス 「玉出西1丁目」または「南津守4丁目」バス停